# Гожкув (Казімерський повіт)
Гожкув (пол. Gorzków) — село в Польщі, у гміні Казімежа-Велька Казімерського повіту Свентокшиського воєводства.
Населення — 284 особи (2011).
У 1975-1998 роках село належало до Келецького воєводства.

## Демографія
Демографічна структура на день 31 березня 2011 року:
|          | Загалом | Допрацездатний вік | Працездатний вік | Постпрацездатний вік |
| -------- | ------- | ------------------ | ---------------- | -------------------- |
| Чоловіки | 140     | 24                 | 100              | 16                   |
| Жінки    | 144     | 17                 | 89               | 38                   |
| Разом    | 284     | 41                 | 189              | 54                   |